# Daulu
Daulu is een bestuurslaag in het regentschap Karo van de provincie Noord-Sumatra, Indonesië. Daulu telt 2215 inwoners (volkstelling 2010).